# Jagmeet Singh
Jagmeet Singh Jimmy Dhaliwal, gurmukhi: ਜਗਮੀਤ ਸਿੰਘ], född 2 januari 1979 i Scarborough, Ontario, är en kanadensisk politiker och partiledare för Nya demokratiska partiet (NDP) sedan 2017. 

## Biografi
Singh har kandidatexamen i biologi från University of Western Ontario och examen från Osgoode Hall Law School. Han är försvarsadvokat.
Sedan februari 2018 är han gift med Gurkiran Kaur Sidhu.
Han är praktiserande Sikh och är den första "synliga minoriteten" som blivit partiledare för ett större federalt parti i Kanada.

## Politisk Karriär
Singhs politiska karriär började 2011 då han försökte vinna i valdistriktet Bramalea—Gore—Malton vilket resulterade i en snäv vinst för den konservative motståndaren Bal Gosal. Han blev en ledamot av provinsparlamentet i Ontario senare det året.
2015 blev han vice ledare för Nya demokratiska partiet i Ontario under ledaren Andrea Horwath till och med 2017, då han annonserade sin kandidatur för partiledare för NDP. Den första oktober samma år blev han inröstad med 53,8 procent av rösterna.